# Randy Newman Live
Albums de Randy Newman
12 Songs
(1970) Sail Away
(1972)
Randy Newman Live (1971) est un album live de l'auteur-compositeur-interprète américain de rock Randy Newman. Il s'agit du seul album en concert que le chanteur ait réalisé.
Initialement conçu comme une promotion radiophonique, l'album a donc une durée de 28 minutes et 34 secondes. Les titres de cet album sont pour la plupart tirés de ses anciens opus : Randy Newman et 12 Songs, bien qu'il contient quelques chansons inédites tels que Maybe I’m Doing It Wrong et Tickle Me. Deux autres titres, Last Night I Had a Dream et Lonely at the Top, apparaîtront un an plus tard dans son 3e album studio Sail Away.

## Titres de l’album
| No  | Titre                            | Durée |
| --- | -------------------------------- | ----- |
| 1.  | Mama Told Me Not to Come         | 1:46  |
| 2.  | Tickle Me                        | 1:53  |
| 3.  | I'll Be Home                     | 2:40  |
| 4.  | So Long Dad                      | 1:41  |
| 5.  | Livin' Without You               | 2:16  |
| 6.  | Last Night I Had a Dream         | 1:43  |
| 7.  | I Think It's Going to Rain Today | 2:32  |
| 8.  | Lover's Prayer                   | 1:52  |
| 9.  | Maybe I'm Doing It Wrong         | 1:16  |
| 10. | Yellow Man                       | 2:05  |
| 11. | My Old Kentucky Home             | 1:33  |
| 12. | Cowboy                           | 2:13  |
| 13. | Davy the Fat Boy                 | 2:48  |
| 14. | Lonely at the Top                | 2:16  |

## Personnel
- Randy Newman – chant, piano
- Lenny Waronker – producteur